# 都リゾート 奥志摩 アクアフォレスト
都リゾート 奥志摩 アクアフォレスト（みやこリゾート おくしま アクアフォレスト）は、三重県志摩市大王町にある近鉄グループの都ホテルズ&リゾーツに加盟するホテルのひとつ。株式会社近鉄・都ホテルズが運営。

## 概要
もとは日本郵政公社が運営していた郵便貯金総合保養施設「メルパール伊勢志摩」である。メルパールは宿泊棟のほかにコテージ、天文館、温泉施設、プールなどを備えたリゾート施設であった。
2006年にメルパルクの廃止が発表され、地元志摩市が施設の取得を行い、民間企業の譲渡先を公募することとなった。近畿日本鉄道が応募し交渉権を得、2007年に施設を取得した。改装の上、「ホテル近鉄 アクアヴィラ伊勢志摩」と改称して、同年7月20日再オープンした。当初は近鉄レジャーサービスに運営を任されていたが、2009年10月以降は近鉄ホテルシステムズ（現：近鉄・都ホテルズ）が運営をしている。
2011年9月25日には、土日祝のみに営業していた温浴施設「アクアパレス・ウェルネスゾーン」（約20種類のアイテムが揃うアミューズメントプール）を閉鎖した。但し、温浴施設「アクアパレス・アスレチックゾーン」（25ｍプールの他、ミストサウナなど数種類のアイテムが揃うアミューズメントプール）は営業継続している。
なお、2019年4月のブランド再編で、名称を「ホテル近鉄 アクアヴィラ伊勢志摩」から「都リゾート 奥志摩 アクアフォレスト」に変更した。2021年3月25日に近鉄グループホールディングスが発表したブラックストーン・グループへの売却対象ホテル8つのうちの1つに含まれ、10月にブラックストーンが過半を出資する会社が所有者となる見通しである。運営は近鉄グループが継続し、施設名・従業員の雇用は維持される予定である。

## 周辺
- 志摩市ともやま公園
- 国民健康保険志摩市民病院

## アクセス
- 近鉄志摩線賢島駅から無料送迎バス25分。志摩スペイン村経由便も設定されている。